# سالبادور فيراندو
سالبادور فيراندو (بالإسبانية: Salvador Ferrando López)‏ هو رسام مكسيكي، ولد في 1835 في Tlacotalpan ‏ في المكسيك، وتوفي في 1908 في مدينة فيراكروز في المكسيك.